# Paroedura bastardi
Paroedura bastardi es una especie de geco del género Paroedura, familia Gekkonidae, orden Squamata. Fue descrita científicamente por Mocquard en 1900.

## Descripción
Mide aproximadamente 7 centímetros de longitud.

## Distribución
Se distribuye por Madagascar.